# Leptothorax lindbergi
Leptothorax lindbergi är en myrart som beskrevs av Santschi 1931. Leptothorax lindbergi ingår i släktet smalmyror, och familjen myror. Inga underarter finns listade i Catalogue of Life.